# Spechtensee
Der Spechtensee ist ein See am südlichen Rand des Toten Gebirges bei Wörschachwald auf dem Gemeindegebiet von Stainach-Pürgg, Steiermark.

## Lage
Der See liegt etwa drei Kilometer nördlich von Stainach, vier Kilometer nordöstlich von Pürgg, zwölf Kilometer östlich von Bad Mitterndorf, im ersten Quervortal des Toten Gebirges zum Ennstal.
Der See wird vom Wörschachbach entwässert, der durch die Wörschachklamm ins Ennstal fließt. Die Länge des Sees beträgt etwa 250 Meter und seine maximale Breite etwa 150 Meter, die Fläche etwa drei Hektar. Er ist maximal acht Meter tief,
nach anderen Angaben ist er elf Meter tief.

## Geschichte und Nutzung
Benannt ist der See vermutlich nach der ehemals in Stainach ansässigen Familie Specht, die bis zum Ende des 19. Jahrhunderts auf dem Spechtengut (heute Schloss Sonnhof) bei Stainach lebte. Zum Besitz dieses Gutes gehörte auch der See.
Noch 1843 wird der See in Georg Göths Topographie des Herzogtums Steiermark, Band 3, als „Fischersee“ in der Gemeinde Zlem bezeichnet. Wann sich schließlich die Bezeichnung „Spechtensee“ durchsetzte ist nicht genau bekannt.
Der See, der im Sommer bis zu 23 Grad warm werden kann, wird auch als Badesee genutzt. Am Nordufer befindet sich eine Badestelle und in der Seemitte ist eine kleine Badeinsel verankert. In der Nähe des Sees befindet sich die Spechtenseehütte des Österreichischen Alpenvereins.
Obwohl die Gemeinde nicht mehr zum Steirischen Salzkammergut (Region Ausseerland–Salzkammergut) gehört, sondern zum  Ennstal, wird der See meistens bei den Salzkammergutseen mitgenannt.

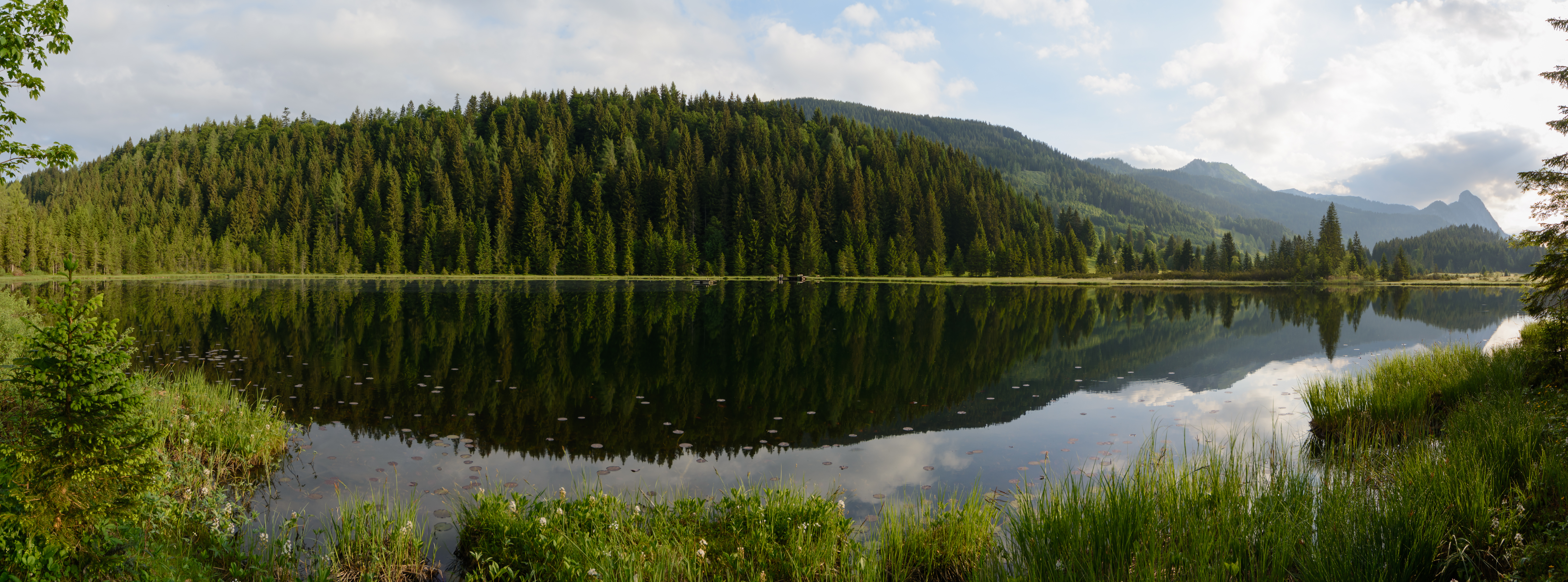
Panorama in Blickrichtung Norden
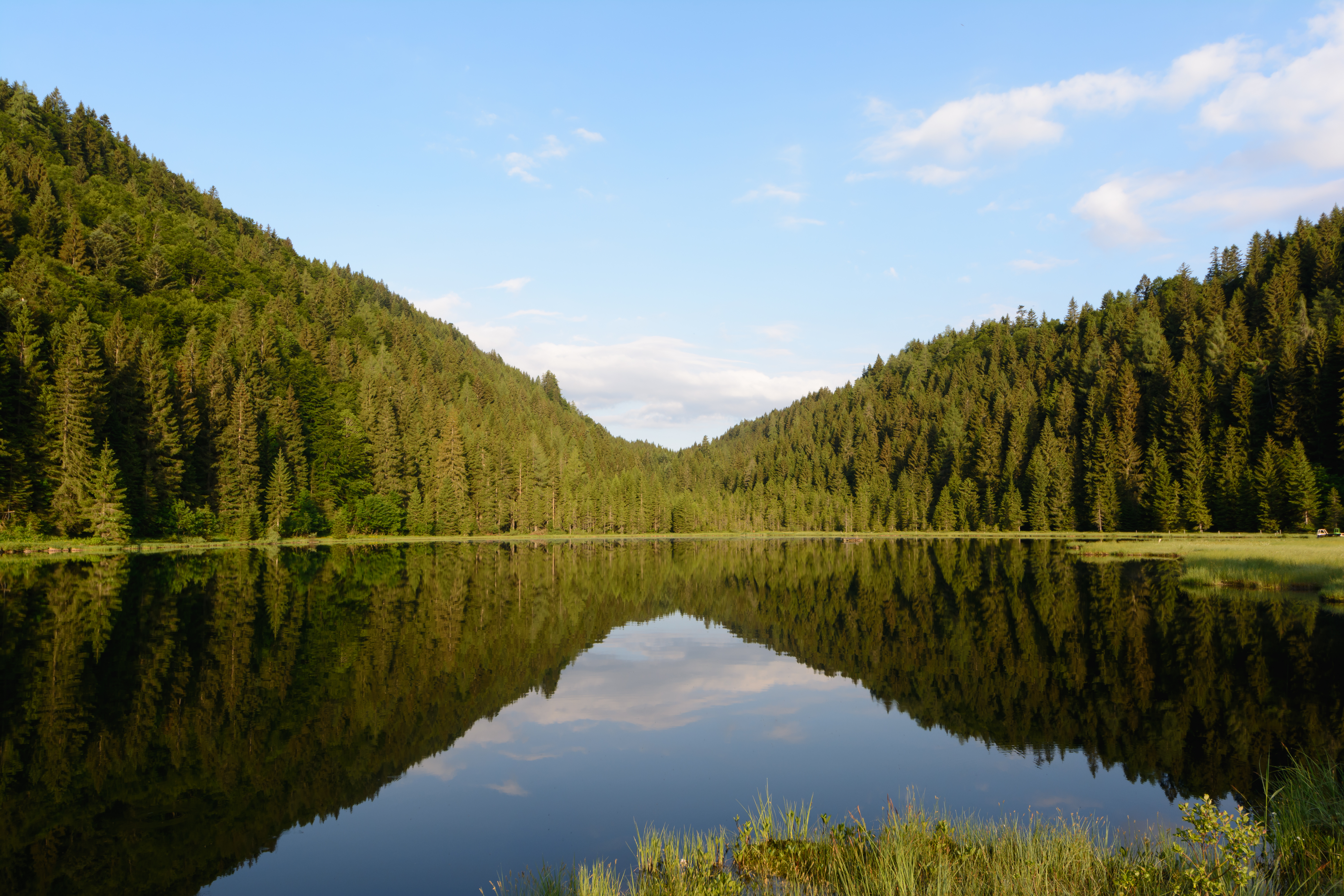
Blick nach Westen
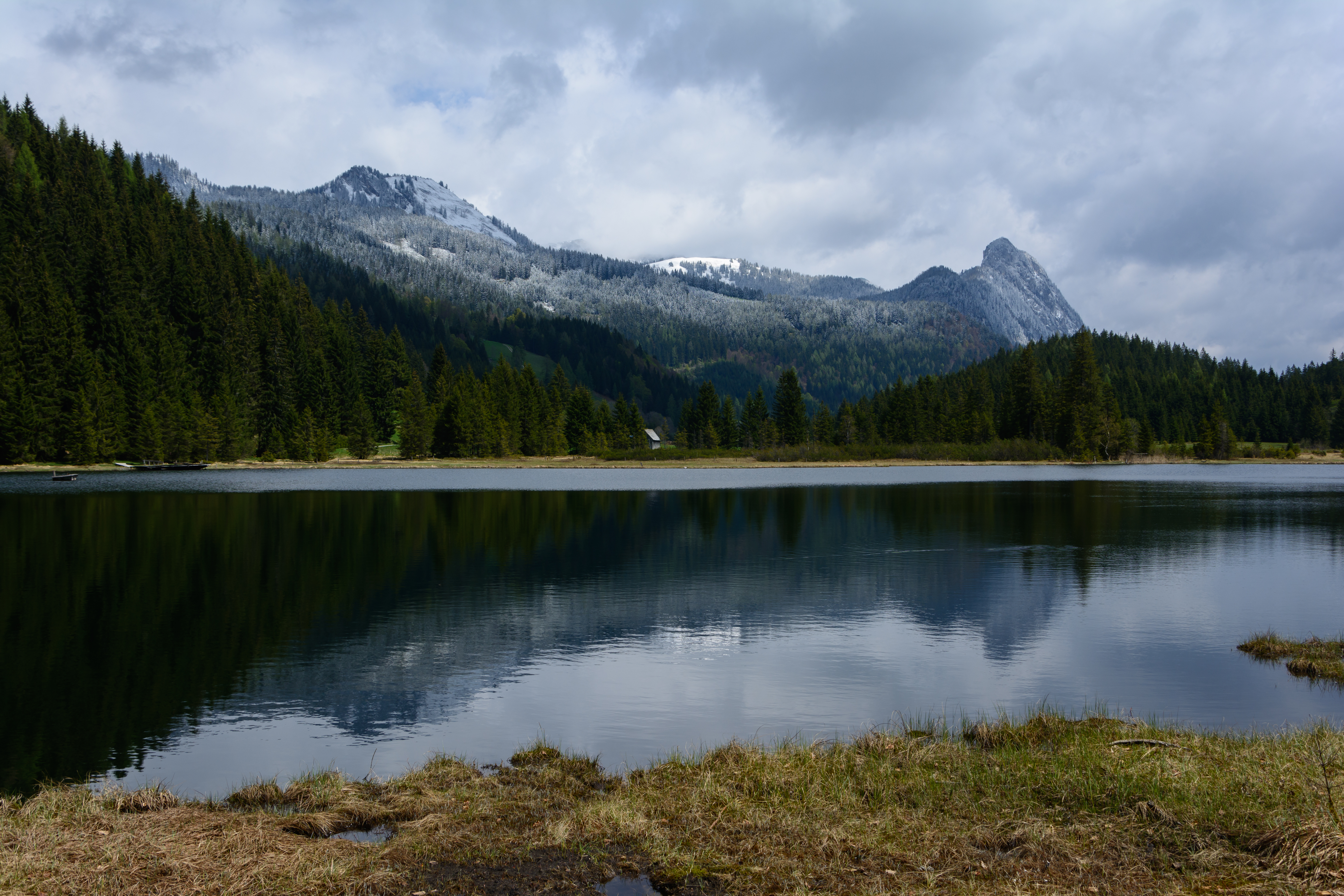
Blick nach Osten
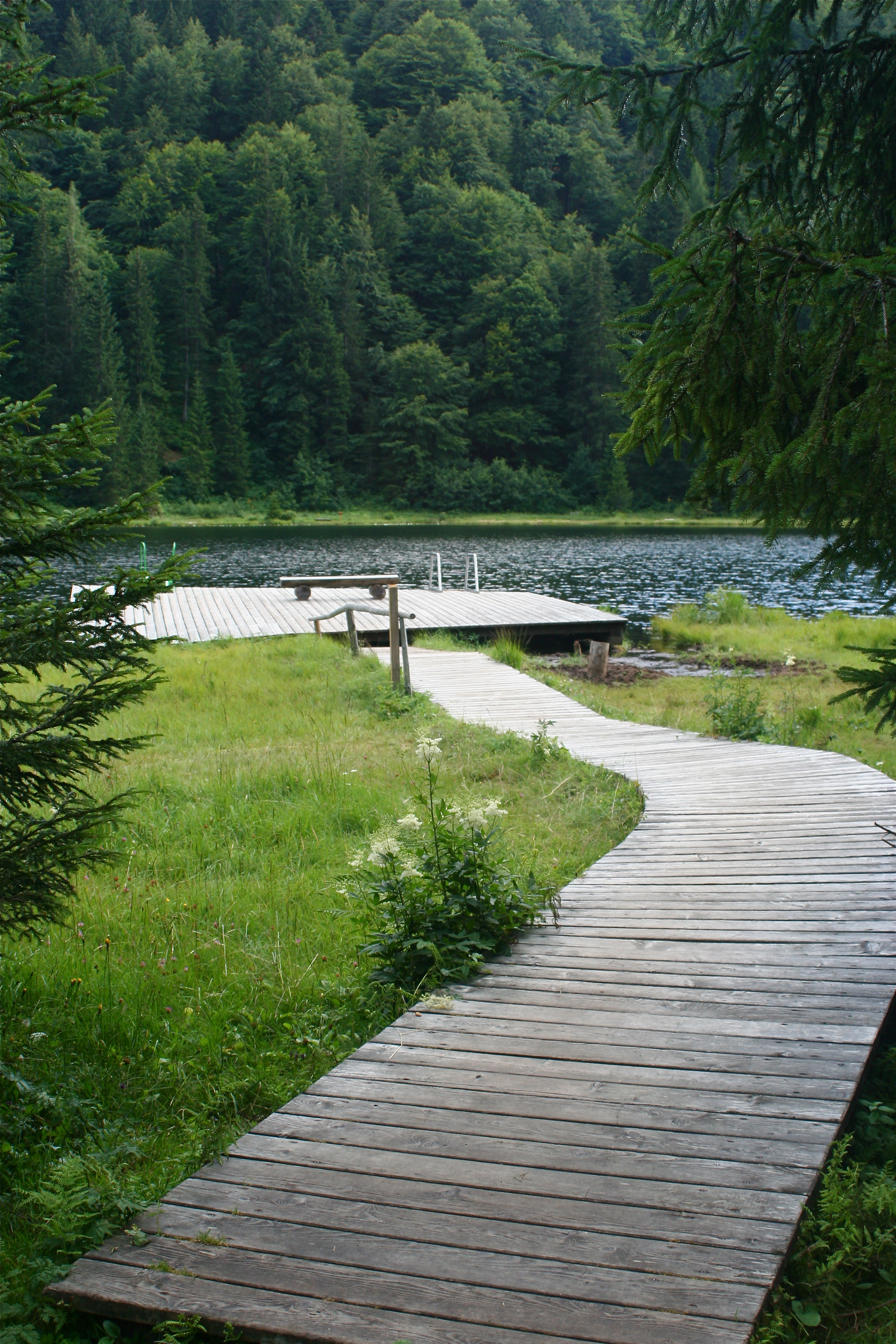
Badestelle
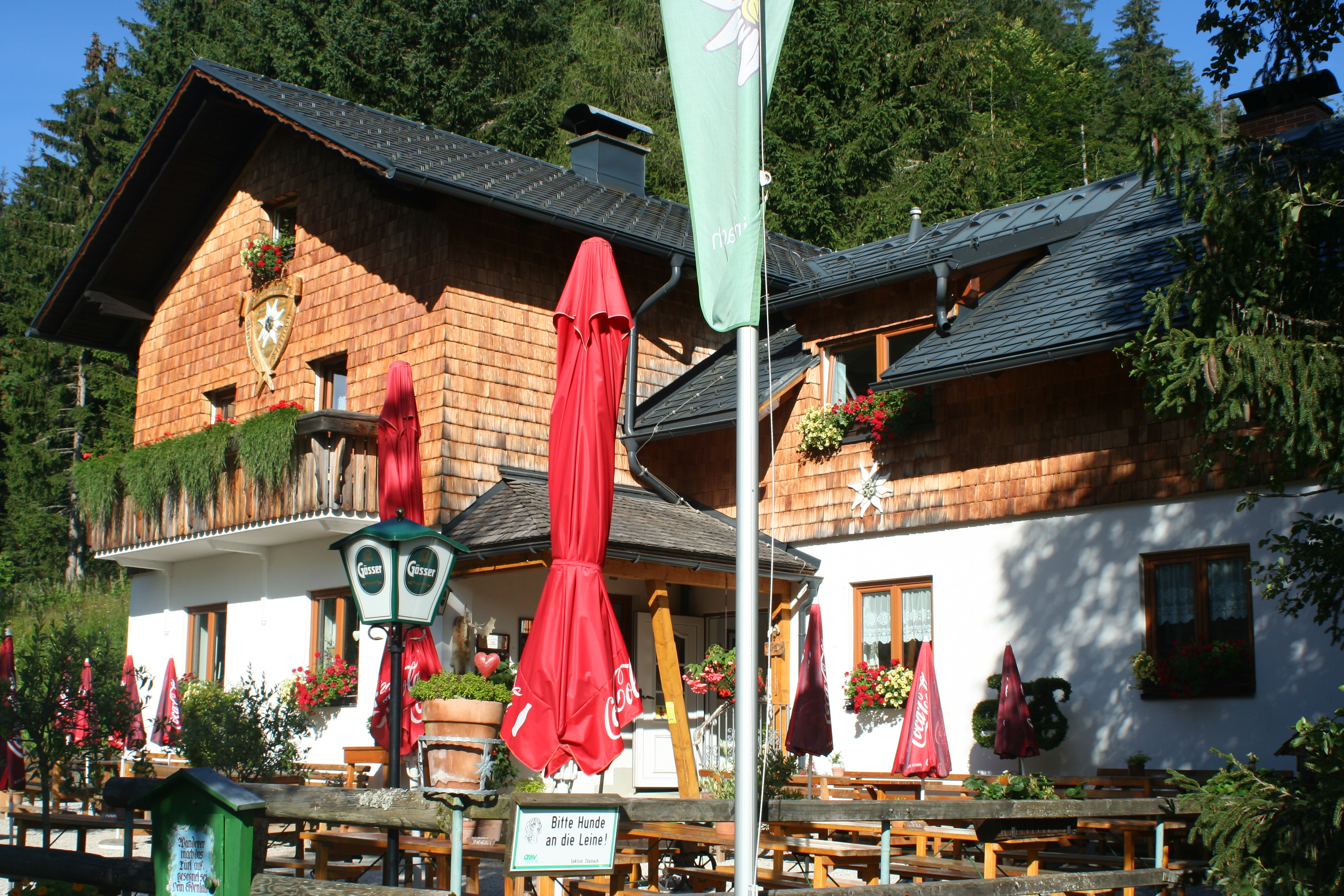
Spechtenseehütte

## Geologie
Der See befindet sich in würmzeitlichen Moränen, die den See nach unten hin abdichten und durch ihre Wälle die Mulde für den See geschaffen haben. Daneben befinden sich rund um den See Konglomerate der vorwiegend kreidezeitlichen Gosau-Gruppe.

## Pflanzen- und Tierwelt, Naturschutz
An der Ostseite des Sees befindet sich ein Niedermoor, das mit Schwingrasen in den offenen Seebereich übergeht. Ein bedeutender Schwingrasenbestand befindet sich auch an der westlichen Seeseite. Im südlichen Seebereich gedeiht die Weiße Seerose. Im See werden Signalkrebse gezüchtet. An Fischen kommen im See Bachforellen und Regenbogenforellen, weiters Schleien, Rotfedern, Rotaugen, Aitel und Hechte vor.
Der See befindet sich im Landschaftsschutzgebiet Warscheneck-Gruppe (LS15).